# میلیتسا ماندیچ
میلیتسا ماندیچ (سیریلیک صربی: Милица Мандић؛ زادهٔ ۶ دسامبر ۱۹۹۱) تکواندوکار اهل صربستان است.
وی در مسابقات بین‌المللی در مجموع برندهٔ ۴ مدال طلا، ۷ مدال نقره، ۵ مدال برنز شده‌است.